# Dirty Honey

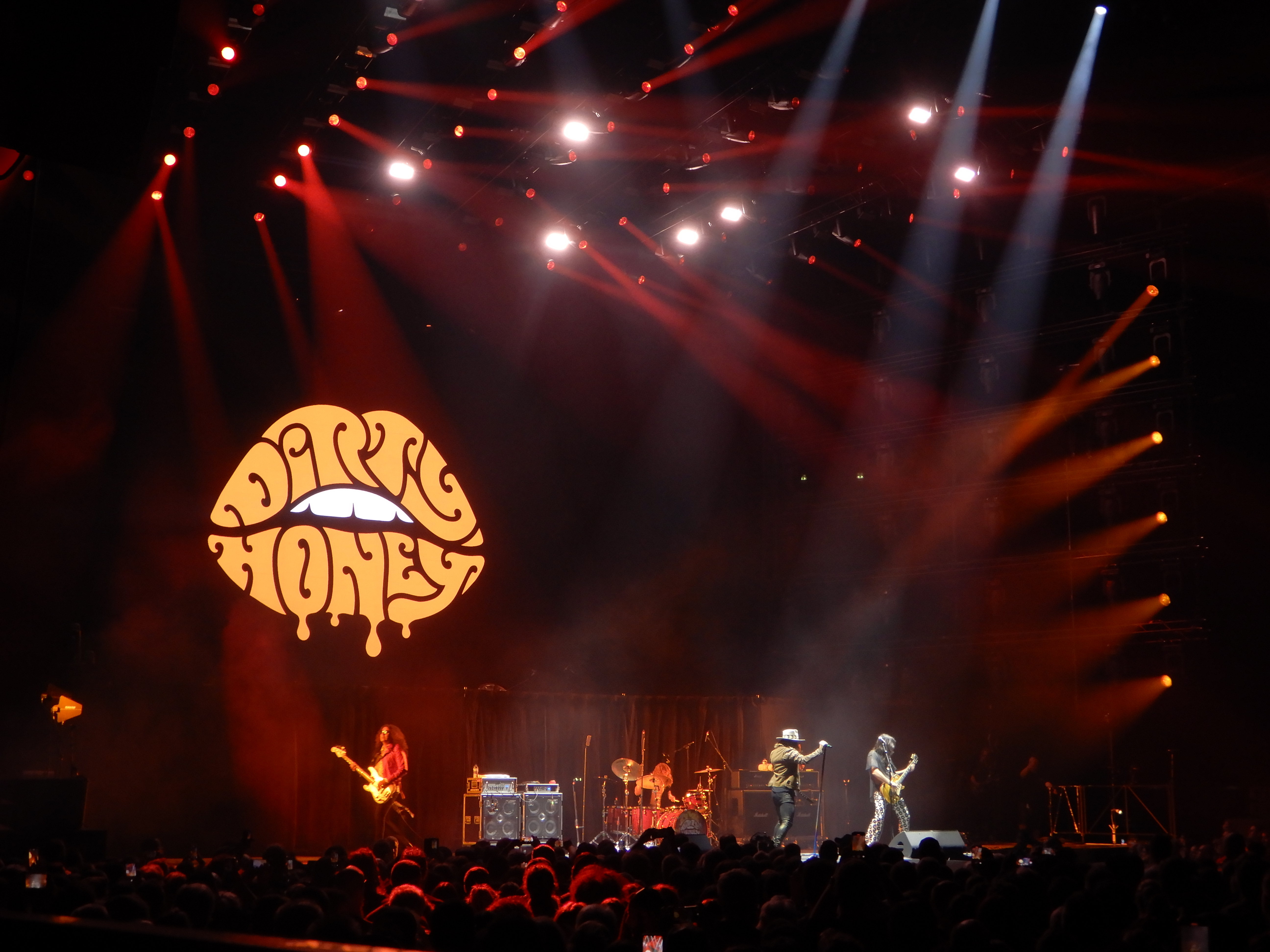
En concert en première partie de Scorpions - Paris - 24 juin 2025

Dirty Honey est un groupe américain de rock, originaire de Los Angeles, en Californie. Il est composé du chanteur Marc LaBelle, du guitariste John Notto, du bassiste Justin Smolian et du batteur Jaydon Bean.
Leur EP éponyme est auto-édité en mars 2019. Le single When I'm Gone arrive en tête du classement Billboard Mainstream Rock Songs, ce qui fait d'eux le premier groupe non signé à y parvenir. Dirty Honey est un groupe iHeartRadio on the Verge.

## Histoire

### Débuts etDirty Honey(2017–2021)
Après avoir déménagé à Los Angeles pour tenter de reproduire le succès de Guns N' Roses, le guitariste John Notto rencontre le chanteur Marc LaBelle alors qu'il donnait divers concerts avec son groupe de l'époque, Ground Zero, duquel Notto est devenu membre. Ground Zero jouait un mélange de reprises et de chansons originales écrites par LaBelle,,. LaBelle et Notto décident de former indépendamment leur propre groupe lorsque Notto a recruté un nouveau bassiste de Ground Zero, Justin Smolian. Alors que le trio a du mal à trouver un batteur, Smolian fait appel à Corey Coverstone, qui demande avec enthousiasme à le rejoindre. Après l'arrivée de Coverstone, le groupe décide de s'appeler officiellement Dirty Honey. Jusqu'alors, le groupe s'appelait The Shags. Le groupe devient officiel en 2017 après avoir donné son deuxième concert sur le trottoir de Sunset Boulevard devant une centaine de personnes,.
LaBelle trouve le nom du groupe après avoir entendu Robert Plant mentionner son groupe The Honeydrippers dans une interview d'Howard Stern et pense que cela sonnait comme un nom rock and roll « sale ». Après avoir entendu leur chanson When I'm Gone, l'ami de longue date du groupe, Mark DiDia, un vétéran de l'industrie musicale de Columbia Records, est devenu leur manager. Il roganise rapidement des concerts en première partie de Slash en 2018 et 2019 (avec divers spectacles mettant en vedette Myles Kennedy and the Conspirators),. La chanson est également no 1 sur le tableau de diffusion Billboard Mainstream Rock Songs, faisant d'eux le premier groupe non signé de l'histoire à réaliser cet exploit.
Le groupe se rend en Australie pour enregistrer son EP éponyme avec le producteur Nick DiDia, qui est auto-édité le 22 mars 2019. Huit heures plus tard, les membres sont contactés par des amis et des membres de leur famille qui leur ont dit que leur musique était diffusée à la radio. Dirty Honey tourne en 2019 avec Goodbye June en première partie de Red Sun Rising sur leur Peel Tour. Le 7 mai, le groupe ouvre pour The Who au Van Andel Arena à Grand Rapids, Michigan, dans le cadre de leur tournée Moving On! Tour. Dirty Honey ouvre pour Skillet et Alter Bridge sur leur Victorious Sky Tour du 22 septembre au 25 octobre. Ils assruent également la première partie du Not in This Lifetime Tour de Guns N' Roses les 1er et 2 novembre à Las Vegas.
Le groupe est estimé dans la catégorie « Meilleur nouvel artiste rock/alternatif » aux iHeartRadio Music Awards 2020.
Justin Smolian, Marc LaBelle et Corey Coverstone se produisent avec Dirty Honey le 18 septembre 2021 à Holmdel, dans le New Jersey. Prévoyant initialement un retour en Australie pour enregistrer leur premier album éponyme en mars 2020, les restrictions de vol causées par la pandémie de Covid-19 les obligent à se relocaliser aux Henson Studios à Hollywood, en Californie, avec le producteur Nick DiDia qui les supervise virtuellement, ainsi que la mise au rebut complète de la vidéo musicale pour le titre Heartbreaker de leur précédent EP. L'album sort le 23 avril 2021. et est élu par Loudwire comme le 30e meilleur album rock/metal de 2021.
En 2021, Dirty Honey fait une tournée pour promouvoir son premier album lors de la tournée California Dreamin' avec Joyous Wolf en première partie, ainsi qu'en première partie de The Black Crowes lors de leur tournée Shake Your Money Maker. Le 1er janvier 2022, ils publient une reprise de la chanson Let's Go Crazy de Prince, qu'ils interprètent lors de la Classique hivernale de la LNH 2008 en 2022.

### Can't Find the Brakes(depuis 2022)
Dirty Honey est en tête d'affiche du Young Guns Tour avec Mammoth WVH en 2022,. Ils embarquent pour leur première tournée européenne à l'été 2022, qui comprend des concerts en première partie de Guns N' Roses, Kiss et Rival Sons. Ils partent en tournée nord-américaine, également intitulée California Dreamin' Tour, à l'automne 2022 avec les premières parties de Dorothy et Mac Saturn.
Le 3 janvier 2023, le groupe annonce un remaniement du titre Heartbreaker qui sort le vendredi suivant. Le 21 janvier 2023, le groupe entame sa première tournée européenne / britannique en tant que tête d'affiche avec un arrêt à Norwich, au Royaume-Uni. Ce fut le premier concert du groupe avec le nouveau batteur Jaydon Bean, Corey Coverstone ayant quitté le groupe en invoquant son aversion pour les tournées de longue durée.

## Discographie

### Albums studio
- 2021 : Dirty Honey
- 2023 : Can't Find the Brakes